# Carl Gustav Jakob Jacobi
Carl Gustav Jacob Jacobi (10 tháng 12 năm 1804 - 18 tháng 2 năm 1851) là một nhà toán học người Đức, được xem là một nhà toán học lớn của mọi thời đại.

## Tiểu sử
Ông sinh ra trong một gia đình Do Thái ở Potsdam. Ông học tại Đại học Berlin, nơi ông đậu Ph.D vào năm 1825, luận văn của ông là về giải tích của các phân số. Vào năm 1827 ông trở thành giáo sư toán tại Đại học Königsberg, một vị trí ông nắm cho đến năm 1842. Jacobi bị ngã quỵ vì làm việc quá căng thẳng vào năm 1843. Sau đó ông ghé thăm Ý một vài tháng để lấy lại sức khỏe. Khi trở lại Berlin, ông sống bằng tiền lương hưu của hoàng gia đến khi qua đời. Jacobi được chôn cất ở một nghĩa trang trong khu Kreuzberg của thành phố Berlin, tên gọi Friedhof II der Jerusalems- und Neuen Kirchengemeinde (61 Baruther Street). Mộ của ông gần mộ của Johann Encke, một nhà thiên văn học.
Trong Cách mạng 1848 Jacobi có dính đến chính trị và không thành công trong việc trở thành một nghị sĩ đại diện cho một nhóm Tự do. Điều này đã dần đến việc ông bị mất tiền hưu hoàng gia sau khi Cách mạng bị dập tắt, nhưng uy tín và tiếng tăm ông lớn đến nổi tiền hưu được nối lại không lâu sau đó.

## Đóng góp cho toán học
Jacobi viết một cuốn sách kinh điển (năm 1829) về hàm số elliptic, với nhiều ứng dụng quan trọng trong toán lý. 
Phương trình chuyển động dưới dạng quay (rotational form) chỉ tích phân Jacobi được trong 3 trường hợp: con lắc, phần đỉnh đối xứng của một trường trọng lực, và một vật xoay tự do, tất các cả nghiệm đều được viết dưới dạng hàm số elliptic. Xem thêm hàm số elliptic của Jacobi.
Jacobi là nhà toán học đầu tiên áp dụng hàm số elliptic vào số học, ví dụ chứng minh định lý về tổng 2 bình phương của Fermat hay là định lý về tổng 4 bình phương của Lagrange. Ông cũng chứng minh các kết quả tương tự cho 6 hay 8 bình phương. Hàm số theta của Jacobi, thường được dùng trong chuỗi hypergeometric được đặt theo tên ông.